# 西渡滩
西渡滩位于南中国海西沙群岛宣德群岛东部，东岛东北约12.5海里，是西沙群岛最东边的部分，最浅处水深约23米。1935年公布名称为“带渡滩”。1947年和1987年公布名称为“西渡滩”。
西渡滩属于东岛环礁所在海底山脉向东偏北延伸的而再次突出接近水面的独峰，所以有时候西渡滩也被当作东岛环礁的一部分。
西渡滩现由中华人民共和国政府实际控制，行政上划归海南省三沙市管辖。越南政府亦声称拥有其主权。